# Bougy
Bougy település Franciaországban, Calvados megyében. Lakosainak száma 381 fő (2022. január 1.). Bougy Évrecy, Gavrus, Vacognes-Neuilly és Val d'Arry községekkel határos.

## Népesség
A település népessége az elmúlt években az alábbi módon változott:
| Lakosok száma | 115  | 148  | 256  | 414  | 434  | 405  | 402  | 394  | 390  | 381  |
|               | 1968 | 1982 | 1990 | 2006 | 2013 | 2015 | 2017 | 2019 | 2020 | 2022 |